# 丹尼爾·施瓦布
丹尼爾·施瓦布（德語：Daniel Schwaab，1988年8月23日—）是一名德國前足球運動員。在場上司職中堅。

## 外部連結
- 官方网站 （德文）
- Daniel Schwaab at transfermarkt.de （德文）
- fussballdaten.de：Daniel Schwaab之統計數據 （德文）